# Aeroporto Internazionale di San Diego
L'aeroporto internazionale di San Diego è un aeroporto situato a 4,8 km a nord ovest dal centro finanziario di San Diego (California), negli Stati Uniti d'America.

## Compagnie aeree cargo
- Capital Cargo International Airlines: Denver
- DHL Express operato da ABX Air: Wilmington (OH)
- FedEx Express: Memphis, Indianapolis, Ontario (California)
- UPS Airlines: Louisville, Honolulu